# 米馬擬鱸
米馬擬鱸，又稱褐帶擬鱸、斑棘擬鱸，为虎鱚科擬鱸屬下的一个种。

## 分布
本魚分布於中西太平洋區，包括中國、台灣、澳洲、日本、印尼等海域。

## 特徵
本魚體近圓柱形，沒有在身體上的深色的橫帶。身體的背部部份的鱗片與眼眶後的頭部有一個褐色斑點，側線明顯。尾鰭基部上方有一個大的黑色斑點，背鰭硬棘4至5枚；背鰭軟條23枚；臀鰭硬棘1枚；臀鰭軟條18至21枚，體長可達20公分。

## 生態
本魚屬於底棲性肉食魚類，以小型無脊椎動物和小魚為食。

## 經濟利用
可食用，但多以下雜魚處理。